# Gerhard Hanappi
Gerhard Hanappi (16 de fevereiro de 1929 - 23 de agosto de 1980) foi um futebolista austríaco.

## Carreira
Gerhard Hanappi competiu na Copa do Mundo FIFA de 1954, sediada na Suíça, na qual a seleção de seu país terminou na terceira colocação dentre os 16 participantes, foi um dos jogadores que enfrentou o Atlético durante a excursão atleticana à Europa para disputar o Torneio de Inverno, atuando pelo Rapid Viena no inverno de 1950.